# Дабаш
Добош (угор. Dabas) — місто в центральній частині Угорщини, у медьє Пешт.
Населення - 16 021 особа (2001). Площа міста - 166,09 км². Щільність населення - 96,5 чол./км².
Поштовий індекс - 2370. Телефонний код (+36) 29.

## Міста-побратими
- Тржич, Словенія
- Банська Бистриця, Словаччина
- Бараолт, Румунія
- Сента, Сербія
- Стонтон, США

## Галерея

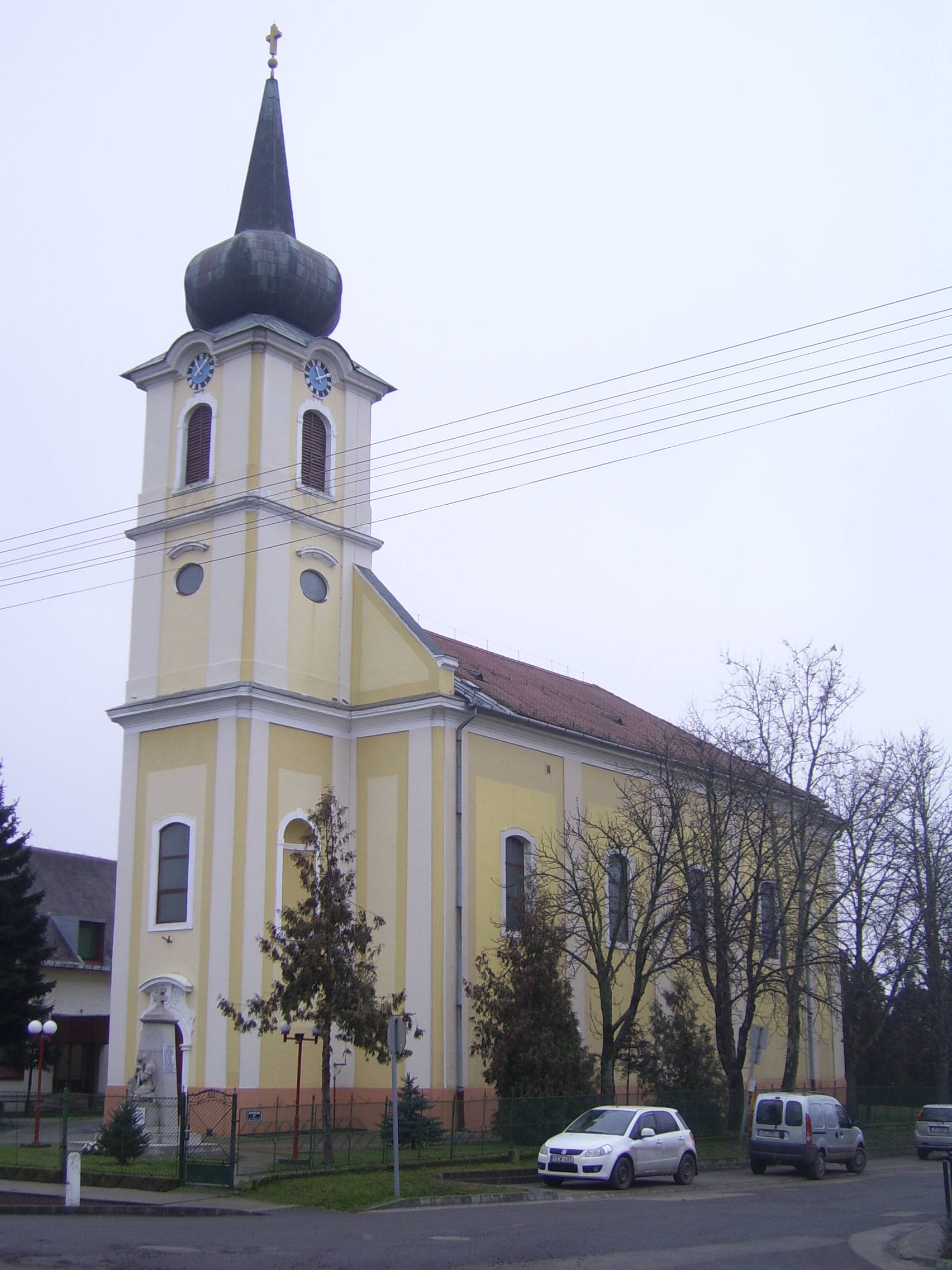
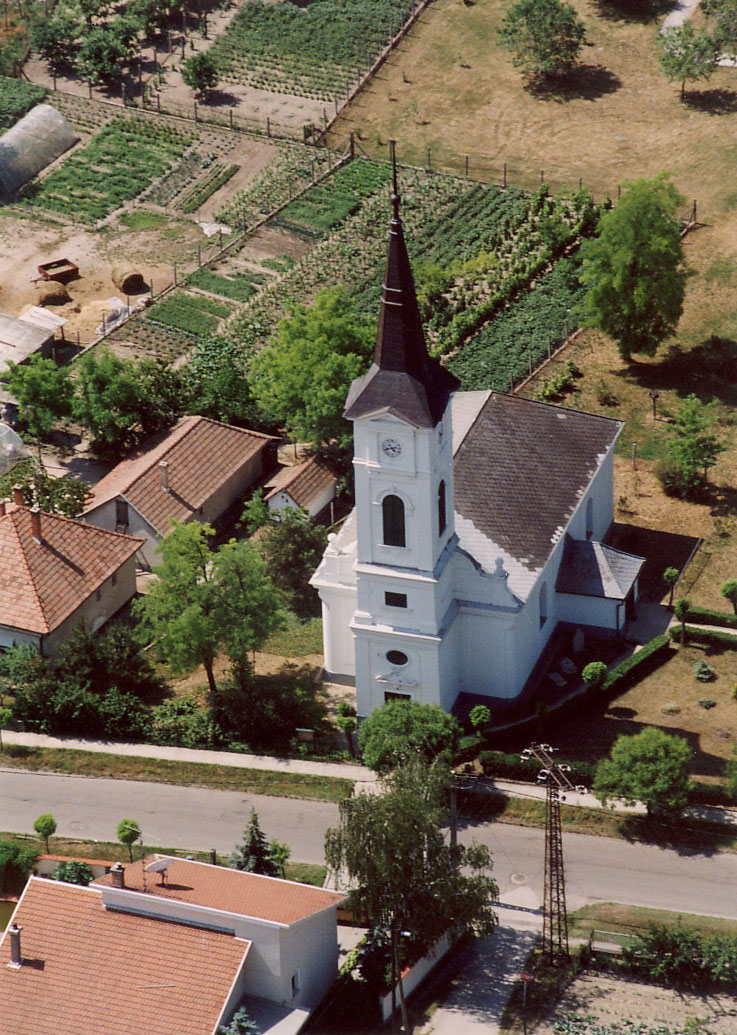
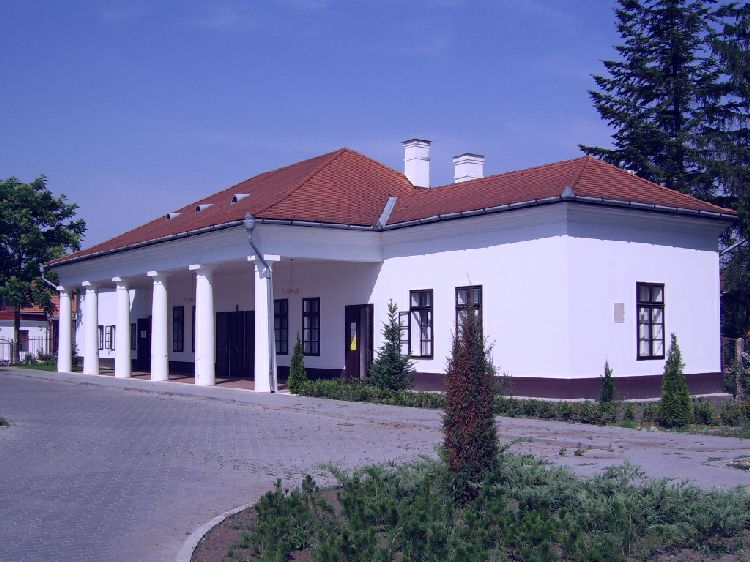

| Угорщина | Це незавершена стаття з географії Угорщини. Ви можете допомогти проєкту, виправивши або дописавши її. |

1. ↑  Magyarország helységnévtára, Detailed Gazetteer of Hungary — KSH, 2024.
2. ↑  https://www.banskabystrica.sk/zivot-v-meste/o-meste/partnerske-mesta/